# Grabežnice
Grabežnice (muhe grabljivice; lat. Asilidae), porodica kukaca dvokrilca iz podreda kratkoticalaca. Opisali su je Kirby & Spence, 1817. Sastoji se od nekoliko potporodica i više desetaka rodova.
Muhe grabežnice ime dobivaju po tome što su grabežljivci koji u tijelo žrtve ubace probavne sokove kako bi mogle isisati utrobu, ostavljajući iza sebe samo utrobu. 
Najstartija vrsta grabežnice živjela je još u vrijeme dinosaura i dobila je znanstveni naziv Burmapogon bruckschi, a pronađeni su mužjak i ženka u komadu jantara pronađenog u Mjanmaru u dolini Hukawng.

## Sistematika

### Potporodice
- Apocleinae Lehr, 1969
- Asilinae Leach, 1819
- Dasypogoninae Macquart, 1838
- Laphriinae Macquart, 1838
- Laphystiinae Hardy, 1948
- Leptogastrinae Schiner, 1862
- Ommatiinae Hardy, 1927
- Stenopogoninae Hull, 1962
- Stichopogoninae Hardy, 1930
- Trigonomiminae Enderlein, 1914

### Rodovi
1. Genus Ablautus
2. Genus Abrophila
3. Genus Acasilus
4. Genus Acnephalum
5. Genus Acrochordomerus
6. Genus Acronyches
7. Genus Aczelia
8. Genus Adelodus
9. Genus Afganopogon
10. Genus Afroepitriptus
11. Genus Afroestricus
12. Genus Afroholopogon
13. Genus Afromelittodes
14. Genus Afromochtherus
15. Genus Afroscleropogon
16. Genus Agrostomyia
17. Genus Albicoma
18. Genus Alcimus
19. Genus Alvarenga
20. Genus Alyssomyia
21. Genus Amathomyia
22. Genus Amblyonychus
23. Genus Ammodaimon
24. Genus Ammophilomima
25. Genus Amorimius
26. Genus Amphisbetetus
27. Genus Anacinaces
28. Genus Anarmostus
29. Genus Anarolius
30. Genus Anasillomos
31. Genus Ancylorhynchus
32. Genus Andrenosoma
33. Genus Aneomochtherus
34. Genus Anisopogon
35. Genus Annamyia
36. Genus Anoplothyrea
37. Genus Antilophonotus
38. Genus Antipalpus
39. Genus Antiphrisson
40. Genus Anypodetus
41. Genus Apachekolos
42. Genus Aphamartania
43. Genus Aphestia
44. Genus Aphistina
45. Genus Aplestobroma
46. Genus Apoclea
47. Genus Apolastauroides
48. Genus Apothechyla
49. Genus Apotinocerus
50. Genus Apoxyria
51. Genus Araiopogon
52. Genus Araujoa
53. Genus Archilaphria
54. Genus Archilestris
55. Genus Archilestroides
56. Genus Argillemisca
57. Genus Argyrochira
58. Genus Argyropogon
59. Genus Aristofolia
60. Genus Asilella
61. Genus Asilus
62. Genus Asiola
63. Genus Aspidopyga
64. Genus Astochia
65. Genus Astylopogon
66. Genus Aterpogon
67. Genus Atomosia
68. Genus Atonia
69. Genus Atractia
70. Genus Atractocoma
71. Genus Austenmyia
72. Genus Austrosaropogon
73. Genus Aymarasilus
74. Genus Backomyia
75. Genus Bactria
76. Genus Bamwardaria
77. Genus Bana
78. Genus Bathropsis
79. Genus Bathypogon
80. Genus Beameromyia
81. Genus Blepharepium
82. Genus Blepharotes
83. Genus Bohartia
84. Genus Borapisma
85. Genus Brachyrhopala
86. Genus Brevirostrum
87. Genus Bromleyus
88. Genus Bromotheres
89. Genus Broticosia
90. genus Burmapogon †
91. Genus Cabasa
92. Genus Caenarolia
93. Genus Callinicus
94. Genus Carreraomyia
95. Genus Cenochromyia
96. Genus Centrolaphria
97. Genus Ceraturgus
98. Genus Cerdistus
99. Genus Cerotainia
100. Genus Cerotainiops
101. Genus Cerozodus
102. Genus Chilesus
103. Genus Choerades
104. Genus Chryseutria
105. Genus Chrysopogon
106. Genus Chrysotriclis
107. Genus Chylophaga
108. Genus Chymedax
109. Genus Clariola
110. Genus Clephydroneura
111. Genus Cleptomyia
112. Genus Clinopogon
113. Genus Cnodalomyia
114. Genus Cochleariocera
115. Genus Codula
116. Genus Coleomyia
117. Genus Colepia
118. Genus Comantella
119. Genus Congomochtherus
120. Genus Connomyia
121. Genus Conosiphon
122. Genus Cophinopoda
123. Genus Cophura
124. Genus Cormansis
125. Genus Corymyia
126. Genus Cratolestes
127. Genus Cratopoda
128. Genus Creolestes
129. Genus Crobilocerus
130. Genus Cryptomerinx
131. Genus Ctenodontina
132. Genus Ctenota
133. Genus Cyanonedys
134. Genus Cyclosocerus
135. Genus Cylicomera
136. Genus Cyphomyiactia
137. Genus Cyphotomyia
138. Genus Cyrtophrys
139. Genus Cyrtopogon
140. Genus Dakinomyia
141. Genus Damalina
142. Genus Damalis
143. Genus Danomyia
144. Genus Daptolestes
145. Genus Dasophrys
146. Genus Daspletis
147. Genus Dasycyrton
148. Genus Dasylechia
149. Genus Dasyllina
150. Genus Dasyllis
151. Genus Dasypecus
152. Genus Dasypogon
153. Genus Deromyia
154. Genus Despotiscus
155. Genus Dichaetothyrea
156. Genus Dicolonus
157. Genus Dicranus
158. Genus Dicropaltum
159. Genus Dikowmyia
160. Genus Dinozabrus
161. Genus Dioctobroma
162. Genus Dioctria
163. Genus Diogmites
164. Genus Dissmeryngodes
165. Genus Dogonia
166. Genus Dolichoscius
167. Genus Dolopus
168. Genus Dysclytus
169. Genus Dysmachus
170. Genus Eccoptopus
171. Genus Eccritosia
172. Genus Echthistus
173. Genus Echthodopa
174. Genus Eclipsis
175. Genus Efferia
176. Genus Eicherax
177. Genus Eichoichemus
178. Genus Empodiodes
179. Genus Engelepogon
180. Genus Enigmomorphus
181. Genus Epaphroditus
182. Genus Epiblepharis
183. Genus Epiklisis
184. Genus Epipamponeurus
185. Genus Epitriptus
186. Genus Erax
187. Genus Eraxasilus
188. Genus Erebunus
189. Genus Eremisca
190. Genus Eremodromus
191. Genus Eremonotus
192. Genus Eretomyia
193. Genus Eriopogon
194. Genus Erythropogon
195. Genus Esatanas
196. Genus Eucyrtopogon
197. Genus Eudioctria
198. Genus Eumecosoma
199. Genus Eurhabdus
200. Genus Euscelidia
201. Genus Eutolmus
202. Genus Filiolus
203. Genus Galactopogon
204. Genus Gerrolasius
205. Genus Gibbasilus
206. Genus Glaphyropyga
207. Genus Glyphotriclis
208. Genus Goneccalypsis
209. Genus Gongromyia
210. Genus Gonioscelis
211. Genus Grajahua
212. Genus Graptostylus
213. Genus Grypoctonus
214. Genus Gymnotriclis
215. Genus Habropogon
216. Genus Hadrokolos
217. Genus Haplopogon
218. Genus Haroldia
219. Genus Harpagobroma
220. Genus Heligmonevra
221. Genus Helolaphyctis
222. Genus Hermannomyia
223. Genus Heteropogon
224. Genus Hexameritia
225. Genus Hodites
226. Genus Hodophylax
227. Genus Holcocephala
228. Genus Holopogon
229. Genus Hoplistomerus
230. Genus Hoplopheromerus
231. Genus Hoplotriclis
232. Genus Hullia
233. Genus Hybozelodes
234. Genus Hynirhynchus
235. Genus Hypenetes
236. Genus Hyperechia
237. Genus Hystrichopogon
238. Genus Icariomima
239. Genus Ichneumolaphria
240. Genus Illudium
241. Genus Iranopogon
242. Genus Irwinomyia
243. Genus Ischiolobos
244. Genus Itolia
245. Genus Joartigasia
246. Genus Jothopogon
247. Genus Juxtasilus
248. Genus Katharma
249. Genus Ktyr
250. Genus Ktyrimisca
251. Genus Labarus
252. Genus Labromyia
253. Genus Lagodias
254. Genus Lagynogaster
255. Genus Laloides
256. Genus Lampria
257. Genus Lamprozona
258. Genus Lamyra
259. Genus Laphria
260. Genus Laphygmolestes
261. Genus Laphystia
262. Genus Laphystotes
263. Genus Lapystia
264. Genus Lasiocnemus
265. Genus Lasiopogon
266. Genus Lastaurax
267. Genus Lastaurina
268. Genus Lastauroides
269. Genus Lastauropsis
270. Genus Lastaurus
271. Genus Laxenecera
272. Genus Lecania
273. Genus Leinendera
274. Genus Leptarthrus
275. Genus Leptochelina
276. Genus Leptogaster
277. Genus Leptoharpacticus
278. Genus Leptopteromyia
279. Genus Lestomyia
280. Genus Lestophonax
281. Genus Lissoteles
282. Genus Lithoecisus
283. Genus Lobus
284. Genus Lochmorhynchus
285. Genus Lochyrus
286. Genus Loewinella
287. Genus Lonchodogonus
288. Genus Lophoceraea
289. Genus Lycomya
290. Genus Lycoprosopa
291. Genus Lycosimyia
292. Genus Lycostommyia
293. Genus Macahyba
294. Genus Machimus
295. Genus Macroetra
296. Genus Mactea
297. Genus Maira
298. Genus Mallophora
299. Genus Martinomyia
300. Genus Martintella
301. Genus Mauropteron
302. Genus Megadrillus
303. Genus Megalometopon
304. Genus Megaphorus
305. Genus Megapoda
306. Genus Megonyx
307. Genus Meliponomima
308. Genus Melouromyia
309. Genus Menexenus
310. Genus Mercuriana
311. Genus Merodontina
312. Genus Mesoleptogaster
313. Genus Metadioctria
314. Genus Metalaphria
315. Genus Metapogon
316. Genus Michotamia
317. Genus Microphontes
318. Genus Microstylum
319. Genus Millenarius
320. Genus Minicatus
321. Genus Mirolestes
322. Genus Molobratia
323. Genus Myaptex
324. Genus Myelaphus
325. Genus Nannocyrtopogon
326. Genus Nannolaphria
327. Genus Negasilus
328. Genus Neoaratus
329. Genus Neocerdistus
330. Genus Neocyrtopogon
331. Genus Neoderomyia
332. Genus Neodioctria
333. Genus Neodiogmites
334. Genus Neodysmachus
335. Genus Neoholopogon
336. Genus Neoitamus
337. Genus Neolaparus
338. Genus Neolophonotus
339. Genus Neomochtherus
340. Genus Neophoneus
341. Genus Neosaropogon
342. Genus Neoscleropogon
343. Genus Nerterhaptomenus
344. Genus Nesotes
345. Genus Nicocles
346. Genus Nomomyia
347. Genus Nothopogon
348. Genus Notiolaphria
349. Genus Notomochtherus
350. Genus Nusa
351. Genus Nyssomyia
352. Genus Nyssoprosopa
353. Genus Nyximyia
354. Genus Obelophorus
355. Genus Odus
356. Genus Oidardis
357. Genus Oligopogon
358. Genus Oligoschema
359. Genus Ommatius
360. Genus Omninablautus
361. Genus Opeatocerus
362. Genus Ophionomima
363. Genus Opocapsis
364. Genus Opseostlengis
365. Genus Oratostylum
366. Genus Orophotus
367. Genus Orrhodops
368. Genus Orthogonis
369. Genus Othoniomyia
370. Genus Oxynoton
371. Genus Pachychoeta
372. Genus Pamponerus
373. Genus Paramochtherus
374. Genus Paraphamartania
375. Genus Parastenopogon
376. Genus Parataracticus
377. Genus Paraterpogon
378. Genus Paratractia
379. Genus Paritamus
380. Genus Pashtshenkoa
381. Genus Pedomyia
382. Genus Pegesimallus
383. Genus Perasis
384. Genus Phellopteron
385. Genus Phellus
386. Genus Phileris
387. Genus Philodicus
388. Genus Philonerax
389. Genus Philonicus
390. Genus Phonicocleptes
391. Genus Plesiomma
392. Genus Pogonosoma
393. Genus Polacantha
394. Genus Polyphonius
395. Genus Polysarca
396. Genus Polysarcodes
397. Genus Premochtherus
398. Genus Pritchardia
399. Genus Pritchardomyia
400. Genus Proagonistes
401. Genus Proctacanthella
402. Genus Proctacanthus
403. Genus Prolatiforceps
404. Genus Prolepsis
405. Genus Promachella
406. Genus Promachus
407. Genus Pronomopsis
408. Genus Protichisma
409. Genus Protometer
410. Genus Prytanomyia
411. Genus Pseudomerodontina
412. Genus Pseudonusa
413. Genus Pseudorus
414. Genus Pseudoryclus
415. Genus Psilinus
416. Genus Psilocurus
417. Genus Psilonyx
418. Genus Psilozona
419. Genus Pycnomerinx
420. Genus Pycnopogon
421. Genus Pygommatius
422. Genus Questopogon
423. Genus Rachiopogon
424. Genus Reburrus
425. Genus Regasilus
426. Genus Remotomyia
427. Genus Rhabdogaster
428. Genus Rhacholaemus
429. Genus Rhadinosoma
430. Genus Rhadinus
431. Genus Rhadiurgus
432. Genus Rhatimomyia
433. Genus Rhayatus
434. Genus Rhipidocephala
435. Genus Rhopalogaster
436. Genus Robertomyia
437. Genus Saropogon
438. Genus Satanas
439. Genus Scarbroughia
440. Genus Schildia
441. Genus Scleropogon
442. Genus Scylaticina
443. Genus Scylaticus
444. Genus Scytomedes
445. Genus Senobasis
446. Genus Senoprosopis
447. Genus Sinopsilonyx
448. Genus Sintoria
449. Genus Sisyrnodytes
450. Genus Smeryngolaphria
451. Genus Spanurus
452. Genus Sphagomyia
453. Genus Sporadothrix
454. Genus Stackelberginia
455. Genus Stenasilus
456. Genus Stenommatius
457. Genus Stenopogon
458. Genus Stichopogon
459. Genus Stilpnogaster
460. Genus Stiphrolamyra
461. Genus Stizochymus
462. Genus Stizolestes
463. Genus Storthyngomerus
464. Genus Strombocodia
465. Genus Strophipogon
466. Genus Synolcus
467. Genus Systologaster
468. Genus Systropalpus
469. Genus Tanatchivia
470. Genus Taperigna
471. Genus Taracticus
472. Genus Templasilus
473. Genus Teratopomyia
474. Genus Thallosia
475. Genus Theodoria
476. Genus Thereutria
477. Genus Theromyia
478. Genus Theurgus
479. Genus Threnia
480. Genus Tipulogaster
481. Genus Tocantinia
482. Genus Tolmerolestes
483. Genus Tolmerus
484. Genus Torasilus
485. Genus Torebroma
486. Genus Toremyia
487. Genus Townsendia
488. Genus Tricella
489. Genus Trichardis
490. Genus Trichardopsis
491. Genus Trichomachimus
492. Genus Trichoura
493. Genus Triclioscelis
494. Genus Triclis
495. Genus Trigonomima
496. Genus Triorla
497. Genus Tsacasia
498. Genus Tsacasiella
499. Genus Turka
500. Genus Udenopogon
501. Genus Ujguricola
502. Genus Valiraptor
503. Genus Wilcoxia
504. Genus Wilcoxius
505. Genus Willistonina
506. Genus Yksdarhus
507. Genus Zabrops
508. Genus Zabrotica
509. Genus Zelamyia
510. Genus Zosteria
511. Genus Zoticus